# John Edmonstone
John Edmonstone foi um ex-escravizado negro, nascido provavelmente em Demerara-Mahaica, Guiana.[carece de fontes?]
Aprendeu taxidermia com Charles Waterton,[carece de fontes?] cujo sogro, Charles Edmonstone (Cardross Park, Dumbarton, Escócia, 1793 — Demerara, Guiana Britânica, 1822) tinha uma plantação em Demarara.[carece de fontes?]
Após ser libertado da escravidão foi para Glasgow, ao encontro de seu antigo mestre, Charles Edmonstone. De lá seguiu para Edimburgo (37 Lothian Street), onde lecionou taxidermia na Universidade de Edimburgo, tendo Charles Darwin sido seu aluno.[carece de fontes?]
Edmonstone passou para Charles Darwin percepções inspiradoras das florestas tropicais da América do Sul, sendo supõe ter encorajado Darwin a explorá-las.[carece de fontes?] Certamente as lições de taxidermia que Darwin aprendeu com Edmonstone o ajudaram muito durante a Viagem do Beagle.[carece de fontes?]
Edmonstone é um dos "100 Grandes Britânicos Negros".